# 双锥棘结螺
双锥棘结螺（学名：Morula biconica），是新腹足目骨螺科Morula的一种。主要分布于中国大陆、印度尼西亚、台湾，常栖息在潮间带。